# Stanstead
Stanstead è un comune del Canada, situato nella provincia del Québec, nella regione di Estrie.

## Monumenti e luoghi d'interesse
Nel comune ha sede la Haskell Free Library and Opera House, edificio di valore storico e attraversato dal confine con gli Stati Uniti d'America.